# Pegaso Z.210
Le Pegaso Z-210 est un prototype de camion fabriqué par l'entreprise espagnole ENASA en 1955. Il était équipé du moteur Pegaso IV H placé à plat au centre du châssis et d'une cabine en tôle ondulée mais aux lignes aérodynamiques commune au modèle Pegaso Z.207 Barajas. Il existait en 2 configurations 6x2 et 8x2.

## Histoire
Après avoir lancé la production de son premier camion en 1946, l'Hispano-Suiza 66G renommé Pegaso I, offrant 7 tonnes de charge utile, à la suite de la nationalisation d'Hispano-Suiza et son intégration dans l'INI - Instituto Nacional de Industria pour créer le nouveau constructeur national espagnol ENASA, les dirigeants espagnols décident de moderniser l'offre avec un nouveau modèle, le Z-207, appelé "Barajas" du nom de la ville hébergeant l'usine construite à cet effet.
Le Z.207 Barajas était doté d'une cabine au style particulier, construite avec de la tôle ondulée, caractéristique de la marque Pegaso, qui restera ancrée dans le monde des routiers. Sur la calandre, la croix déjà vue sur les voitures de sport de la marque refait son apparition. Ce sera la signature des camions Pegaso pendant des décennies.

## Le Pegaso Z.210
En septembre 1955, au Salon de l'Automobile de Paris, Pegaso présente sur son stand un prototype de camion 6×2 à double essieu directeur. Ce nouveau modèle appelé Z.210, avait un nouveau moteur 6 cylindres de 10.169 cm3 avec 4 soupapes par cylindre, développant 165 ch DIN, placé en position horizontale, monté au milieu du châssis.
C'était l'un des premiers camions européens non italien à utiliser cette configuration en bidirectionnel, autorisant, selon le code espagnol de l'époque, une charge utile de 12.000 kg pour un PTAC de 20 tonnes.

Plus tard, en collaboration avec British Leyland, deux autres prototypes ont été réalisés avec 3 essieux tandem :
- le Z-211, en configuration 6x2 (3 essieux dont 2 directeurs à l'avant) avec un moteur diesel développant également 165 ch DIN et un PTAC autorisé de 22,90 tonnes,
- le Z-212, en configuration 8x2 (4 essieux dont 2 directeurs à l'avant et un autodirecteur à l'arrière) avec un moteur diesel de 165 ch DIN et un PTAC autorisé de 25,0 tonnes. La châssis était basé sur le Leyland Octopus anglais.

Ces prototypes ont donné naissance à une large gamme de véhicules Pegaso à 3 et 4 essieux, qui ont recueilli une grande réputation pour leur robustesse. Un grand nombre continuait à circuler sur les routes espagnoles jusque dans les années 1990.

À partir de 1960, la nomenclature de désignation des modèles a été modifiée avec le remplacement des anciennes références Z.000 :
- Z-100 - automobiles et leurs moteurs,
- Z-200 - camions et leurs moteurs,
- Z-400 - autobus,
- Z-500 - trolleybus,
- Z-600 - camions électriques,
- Z-700 - tracteurs routiers,

par les nouvelles appellations :
- 1000 = camions porteurs,
- 2000 = tracteurs routiers,
- 3000 = véhicules tout terrain,
- 4000 = essieux et ponts,
- 5000 = autobus et autocars avec châssis,
- 6000 = autobus et autocars avec caisses autoporteuses (Viberti Monotral).
- 7000 = cabines,
- 8000 = trolleybus,
- 9000 = moteurs.